# Catedral de Cristo (Garden Grove)
La Catedral de Cristo (en latín: Cathedralis Christi; en inglés: Christ Cathedral; en vietnamita: Nhà Thờ Chính Tòa Chúa Kitô), anteriormente e informalmente conocida como la Catedral de Cristal, es un edificio de iglesia estadounidense en Garden Grove, California. Desde 2019, ha servido como la catedral de la Diócesis de Orange.
El edificio de vidrio reflectante, diseñado originalmente por los arquitectos Philip Johnson y John Burgee, tiene capacidad para 2248 personas. Después de su finalización en 1981, fue descrita como "el edificio de vidrio más grande del mundo". El edificio tiene uno de los instrumentos musicales más grandes del mundo, el Órgano Hazel Wright.
Desde su inauguración en 1981 hasta 2013, el edificio fue sede de Ministerios de la Catedral de Cristal, una congregación de la Iglesia Reformada en América fundada en 1955 por Robert H. Schuller. El programa de televisión semanal del ministerio, La Hora del Poder, se transmitía desde la iglesia. Después de declararse en quiebra, el Ministerio de la Catedral de Cristal vendió el edificio y su campus adyacente a la Diócesis de Orange en febrero de 2012 por 57,5 millones de dólares.
Después de una renovación de dos años de la catedral para convertirla en Liturgia católica, el edificio fue rededicado como Catedral de Cristo, la sede de la Diócesis de Orange, el 17 de julio de 2019.

## Historia

### Origen de la congregación

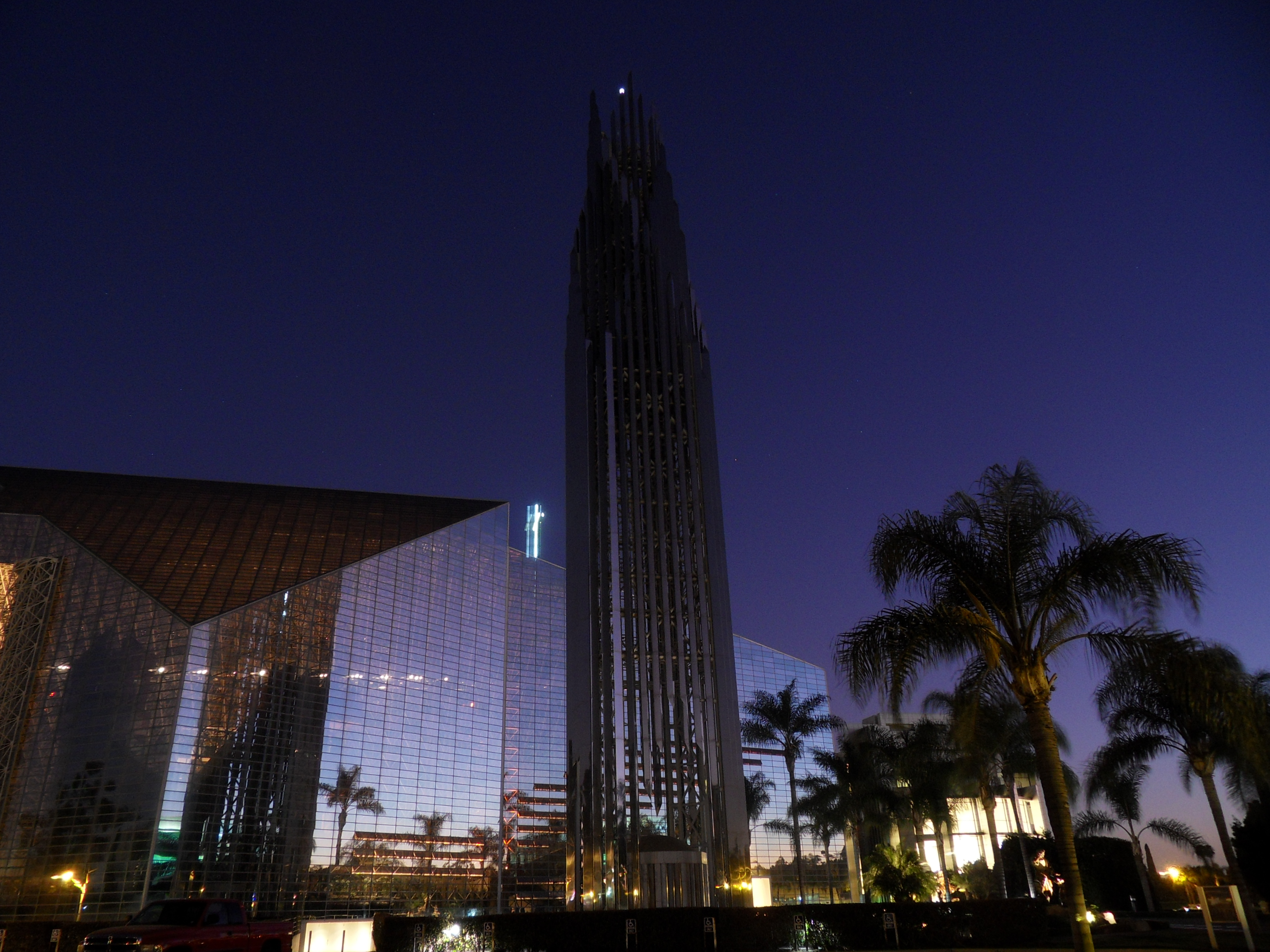
Catedral de Cristal (en 2009)

Robert H. Schuller y su esposa Arvella Schuller fundaron la Iglesia Comunitaria de Garden Grove en 1955. La congregación, miembro de la Iglesia protestante Iglesia Reformada en América, celebró sus primeros servicios en el Orange Drive-In Theatre en Orange, California. Los feligreses se sentaban en sus autos mientras Robert Schuller pronunciaba su sermón desde lo alto del puesto de comida. También alquiló una antigua iglesia bautista de 300 asientos en un lugar diferente para aquellos que querían sentarse adentro.
Para adaptarse al crecimiento de su congregación, en 1958 los Schuller compraron 10 acres en Garden Grove para una iglesia más grande combinada con servicio de autoservicio y de mesa. Diseñada por el arquitecto Richard Neutra, la nueva iglesia abrió en 1961. En 1968, los Schuller abrieron el edificio Tower of Hope de 13 pisos en el campus para aulas y espacio de oficina. Estaba coronado con una gran cruz iluminada.
El rápido crecimiento de la congregación pronto superó la capacidad de su iglesia actual. Luego, Schuller encargó al estudio de arquitectura Philip Johnson y John Burgee de la ciudad de Nueva York que diseñara una iglesia con capacidad para 2.248 fieles en el campus de Garden Grove.

### Construcción de la Catedral de Cristal
La congregación comenzó la construcción de la Catedral de Cristal en 1977; se completó en 1980 con un costo de $18 millones (equivalente a $18 millones en 1980). Tenía 415 pies de largo por 215 pies de ancho, con una altura de 128 pies. Estaba coronada por una baliza para aeronaves. Los arquitectos diseñaron la iglesia para que resistiera un terremoto de magnitud 8.0. Los 10.000 paneles de vidrio rectangulares del edificio eran reflectantes por fuera y transparentes por dentro. Se fijaron a la estructura con un pegamento a base de silicona para mitigar los daños causados por los terremotos. No se utilizó cristal en su construcción. El edificio contaba con un carillón de 52 campanas. También tenía una capilla subterránea con una cruz de cristal giratoria.
La gala de inauguración de la Catedral de Cristal se celebró el 14 de mayo de 1980, con 3.000 invitados que pagaron 1.500 dólares cada uno. La gala incluyó un recital de música de Vivaldi, Schubert y Rossini, con la cantante de ópera Beverly Sills interpretando solos.
Después de mudarse al nuevo santuario en 1981, la congregación cambió su nombre a Crystal Ministries. La torre de oración de acero inoxidable de 5,5 millones de dólares se construyó en 1991. La Catedral de Cristal se convirtió en el nuevo escenario de las emisiones televisivas de Robert Schuller La hora del poder los domingos por la mañana. Estas emisiones alcanzaban regularmente una audiencia mundial de 20 millones de espectadores. En un artículo del Los Angeles Times de 2011, el obispo Tod Brown mencionó que, a lo largo de los años, los sacerdotes extranjeros que visitaban la Diócesis de Orange invariablemente pedían visitar la Catedral de Cristal.

### Órgano
La Catedral de Cristo alberga el Órgano Hazel Wright, el quinto órgano de tubos más grande del mundo. Fue construido por la firma Fratelli Ruffatti en Padua, Italia, según las especificaciones proporcionadas por los organistas Virgil Fox y Frederick Swann. Swann fue organista de la Catedral de Cristal desde 1982 hasta 1998. El Órgano Hazel Wright tiene 273 rangos y cinco manuales. Incorpora el gran órgano de tubos Aeolian-Skinner construido en 1962 para el Philharmonic Hall de Nueva York junto con el órgano más pequeño de Ruffatti que se instaló en la iglesia original de Garden Grove.
En 2013, la diócesis desmanteló el órgano de Hazel Wright y lo envió de regreso a Fratelli Ruffatti para una remodelación de 2 millones de dólares. Como parte de la remodelación del interior, el órgano también fue repintado de blanco para que no desviara la atención del altar. Fue reinstalado en la Catedral de Cristo a principios de 2020. Sin embargo, la pandemia de COVID-19 retrasó la reentonación del órgano hasta finales de 2021. La restauración del órgano se completó el 7 de febrero de 2022. El 30 de septiembre de 2022 se celebró un concierto de rededicación con el organista Héctor Olivera.

### Bancarrota y venta
A principios de 2010, Crystal Cathedral Ministries se encontraba en graves problemas financieros debido a los altos costos y la reducción de las contribuciones como resultado de la Gran Recesión de 2007 a 2009. Se enfrentaba a múltiples demandas de acreedores impagos, y un miembro de la junta directiva estimó que tenían una deuda de $55 millones. También se enfrentaba a una transición polémica por parte de Robert y Avella Schueller, líderes de la organización.

El 18 de octubre de 2010, la junta de ministerios se declaró en quiebra, alegando una deuda de 43 millones de dólares, incluida una hipoteca de 36 millones. Los funcionarios de los ministerios intentaron negociar un plan de pago con sus acreedores. Sin embargo, después de recibir varias demandas y órdenes de embargo, Crystal Cathedral Ministries se vio obligado a declararse en quiebra. Después de la presentación de la solicitud, los ministerios recibieron ofertas para el campus de la Catedral de Cristal de un grupo de inversión inmobiliaria y de la Universidad Chapman en Orange. Chapman ofreció 59 millones de dólares por el campus, planeando utilizarlo para estudios de ciencias de la salud y posiblemente una escuela de medicina.

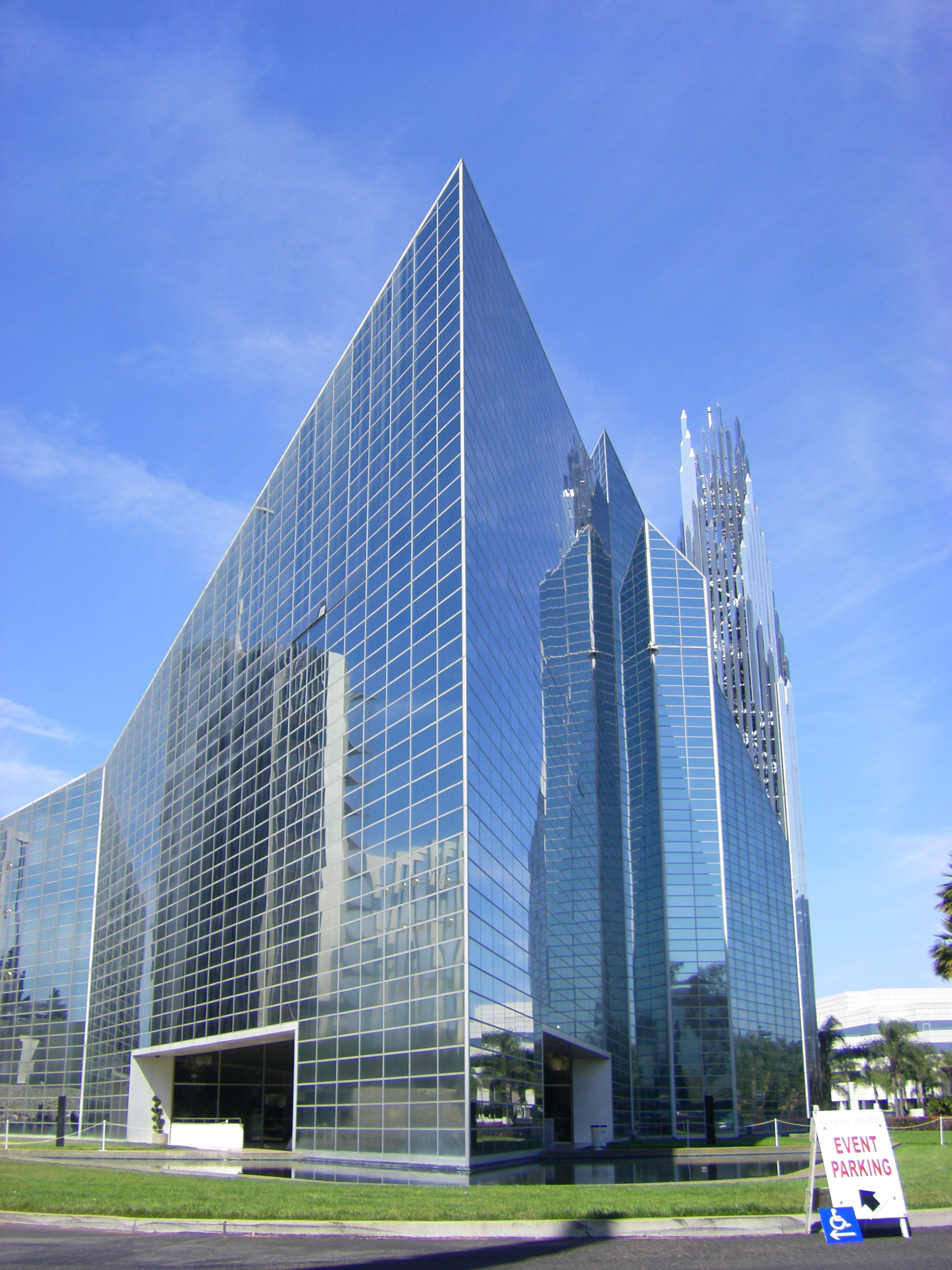
El exterior de la Catedral de Cristal, como se veía en 2009.

El 7 de julio de 2011, la Diócesis de Orange anunció que estaba "potencialmente interesada" en comprar el campus de la Catedral de Cristal.
Días después de que se aprobara la venta, el periódico italiano La Stampa publicó un informe de que el Papa Benedicto XVI estaba formando una nueva comisión de la Vaticano para investigar las iglesias y catedrales de diseño irregular que "recuerdan a la gente cualquier cosa menos el misterio y la sacralidad de una iglesia", como los diseños con "cajas de cristal" y "formas locas"; el artículo estaba ilustrado con una fotografía de la Catedral de Cristal.

## Transición a la Catedral de Cristo
La venta de la Catedral de Cristal se concretó el 3 de febrero de 2012. La diócesis luego transfirió la parroquia de San Calixto a la antigua iglesia de Garden Grove en el campus de la Catedral, rebautizándola como parroquia de la Catedral de Cristo. El cementerio del campus fue transferido inmediatamente a la diócesis, que rápidamente trasladó sus oficinas a los otros edificios del campus. El obispo Brown declaró que la diócesis planeaba renovar el interior de la catedral después de que Crystal Cathedral Ministries se mudó, manteniendo al mismo tiempo la "personalidad icónica" de su arquitectura.
El 9 de junio de 2012, la diócesis anunció que el edificio pasaría a llamarse "Catedral de Cristo", con el reverendo Christopher Smith sirviendo como su primer rector y vicario episcopal. El nombre fue elegido con el aporte de la diócesis y sus miembros, y aprobado por el Vaticano. En octubre de 2012, antes de la transferencia de la propiedad, la diócesis celebró su primer evento en la catedral, el 7º Desayuno de Oración Católica del Condado de Orange  La parroquia de la Catedral de Cristo continuaría hasta junio de 2013 celebrando misas y otras liturgias en la antigua iglesia de Garden Grove, ahora conocida como el Arboreto.
Crystal Cathedral Ministries celebró su último servicio de adoración en la Catedral de Cristal el 30 de junio de 2013. Celebraron su siguiente servicio en la antigua Iglesia de San Calixto el 7 de julio de 2013. La congregación, ahora muy reducida, se mudó en 2018 a otra instalación, a la que llamó Shepherd's Grove, en Irvine, California. La escuela católica St. Callistus se mudó a las instalaciones de la antigua Crystal Cathedral Academy, cambiando su nombre a Christ Cathedral Academy, en septiembre de 2013. Robert Schuller murió en 2015; su funeral se llevó a cabo fuera de la catedral.

#### Renovaciones
En noviembre de 2013, la Catedral de Cristal se cerró al público en preparación para una renovación de varios años del edificio. William J. Woeger de los Hermanos De La Salle fue designado como el consultor litúrgico principal, La firma de diseño con sede en Los Ángeles Johnson Fain fue contratada como arquitecto, y Snyder Langston, con sede en Irvine, sirvió como Contratista.
Las paredes de vidrio de la catedral habían creado problemas de larga data con el calor, el resplandor y la acústica; el vicepresidente de filantropía de la Diócesis de Orange, Tony Jennison, señaló que "se podía ver a gente abanicándose e incluso usando gafas de sol en La hora del poder". Para aliviar estos problemas, las paredes de vidrio se revistieron con cuadrifolios en ángulo, llamados "pétalos"—para desviar el calor y crear sombra. También se instalarían luces en los pétalos para iluminar el edificio y su exterior por la noche, creando un efecto descrito como una "caja de estrellas" que se puede ver desde lejos. Junto con el cambio en la liturgia, la catedral se sometió a una Refuerzo antisísmico, sus puertas de vidrio de 20 pies (6,1 m) fueron reemplazadas por puertas de bronce y se instaló aire acondicionado en el Arboretum. El órgano de Hazel Wright fue desmontado y enviado de vuelta a Italia para una extensa restauración de 2 millones de dólares.
En el campus se plantaron árboles de crepe myrtle a lo largo del camino desde el estacionamiento hasta las plazas de la catedral; Se las describió como un símbolo del "comienzo" de la santidad cuando los feligreses caminan hacia el altar, y el arquitecto principal Frank Clementi las describió como algo similar a un "mapa de calor sagrado". Para honrar el legado de Schuller, se conservaron las esculturas bíblicas que había encargado para la propiedad, y se anunciaron los planes para un jardín legado que exhibiría algunas de las esculturas e incluiría una pared inscrita con los nombres de los donantes de la Catedral de Cristal que originalmente estaban inscritos en piedras a lo largo de su "Camino de la Fe" (que se eliminaron como parte del trabajo de paisajismo).
La construcción comenzó en junio de 2017 y la diócesis espera que las renovaciones se completen a fines de 2018. Para financiar las renovaciones, la diócesis primero asignó $59 millones de las ganancias de su campaña de recaudación de fondos "Por Cristo para siempre" de 2011. En 2014, un benefactor anónimo contribuyó con $20 millones en fondos adicionales. Más tarde se determinó que la diócesis llegó a sus estimaciones de costos para el proyecto sin "estudio serio o recomendaciones profesionales"; en 2016, la diócesis revisó el costo estimado del proyecto a $108 millones. Para lograr ahorros de costos, la diócesis optó por utilizar un revestimiento de mármol de origen local en lugar de mármol sólido de Italia, y trabajó para mantener más de los "huesos" del edificio intactos. Esto redujo el costo total del proyecto a $72 millones.

## Rededicación y reapertura
El 29 de junio de 2018, el obispo de Orange Kevin Vann proclamó un "año santo de preparación" antes de la solemne dedicación de la catedral. El 13 de octubre de 2018, los cuatrifolios fueron bendecidos e iluminados oficialmente por primera vez. tiempo. El altar fue instalado en diciembre de 2018; Las reliquias de primera clase colocadas en su relicario tienen como objetivo reflejar la diversidad étnica de la comunidad católica del condado de Orange, incluidas las reliquias relacionadas con el santo y mártir vietnamita Andrés Dung-Lac, los ocho mártires canadienses, el misionero español Junípero Serra, el santo coreano Andrés Kim Taegon y el obispo mexicano Rafael Guízar y Valencia.
El 13 de julio de 2019 se celebró un evento formal de celebración y concierto de la Sinfonía del Pacífico en la catedral. El 17 de julio de 2019, la diócesis celebró una misa para rededicar formalmente el edificio como Catedral de Cristo. La diócesis inauguró el santuario de Nuestra Señora de La Vang en el campus de la catedral en 2021. El santuario incluye un Estatua de 12 pies (3,7 m) de la Virgen María coronada por un dosel en espiral. La Capilla y Criptas de San Calixto, ubicadas en el sótano del edificio, se completaron en octubre de 2024 y fueron inauguradas por Obispo Vann el 14 de octubre de 2024; Este evento marcó la finalización formal del proyecto de renovación de la Catedral de Cristo.